# Tourisme dans la Meuse

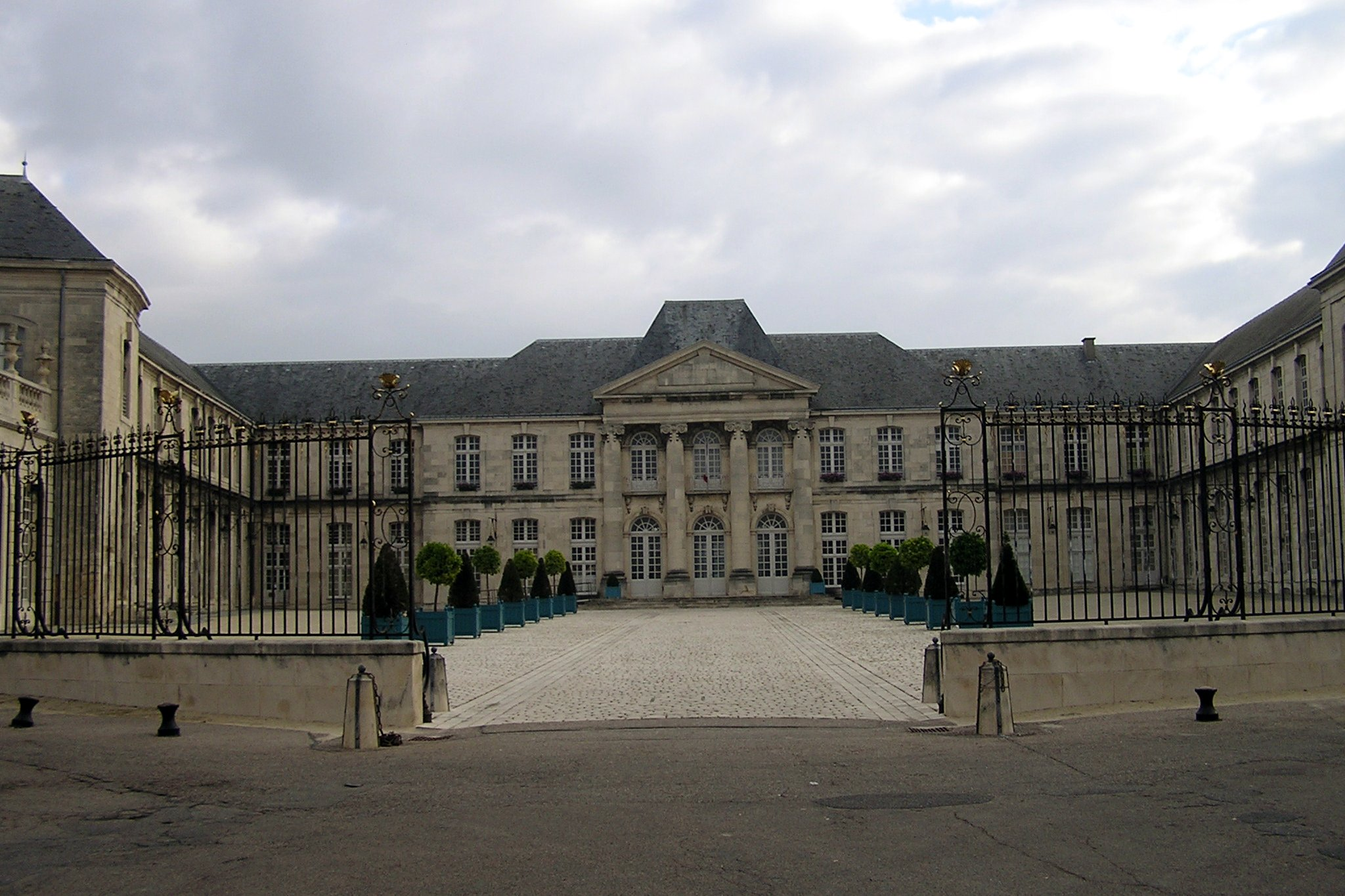
le château de Commercy

Le tourisme dans le département de la Meuse s'appuie sur plusieurs éléments, le tourisme de mémoire de la Première Guerre mondiale avec Verdun et Douaumont : le patrimoine historique et culturel en témoigne, sans oublier le tourisme vert avec les forêts d’Argonne et les étangs de la Woëvre et les loisirs actifs.

## Histoire
La Meuse, avec Verdun, l’Argonne, Saint-Mihiel, est une terre de mémoire où l’avenir de l’Europe s’est construit après la Grande Guerre.
Terre de frontières entre l’Empire germanique et la France, la Meuse fut fortement liée à l’histoire de France depuis de nombreux siècles : 
- Le traité de Verdun en 843 partageant l’Empire de Charlemagne.
- Jeanne d'Arc avec Vaucouleurs, cité de départ de son épopée.
- L’arrestation de Louis XVI à Varennes-en-Argonne.
- La Grande Guerre avec la Bataille de Verdun.

## Monuments

### Patrimoine civil

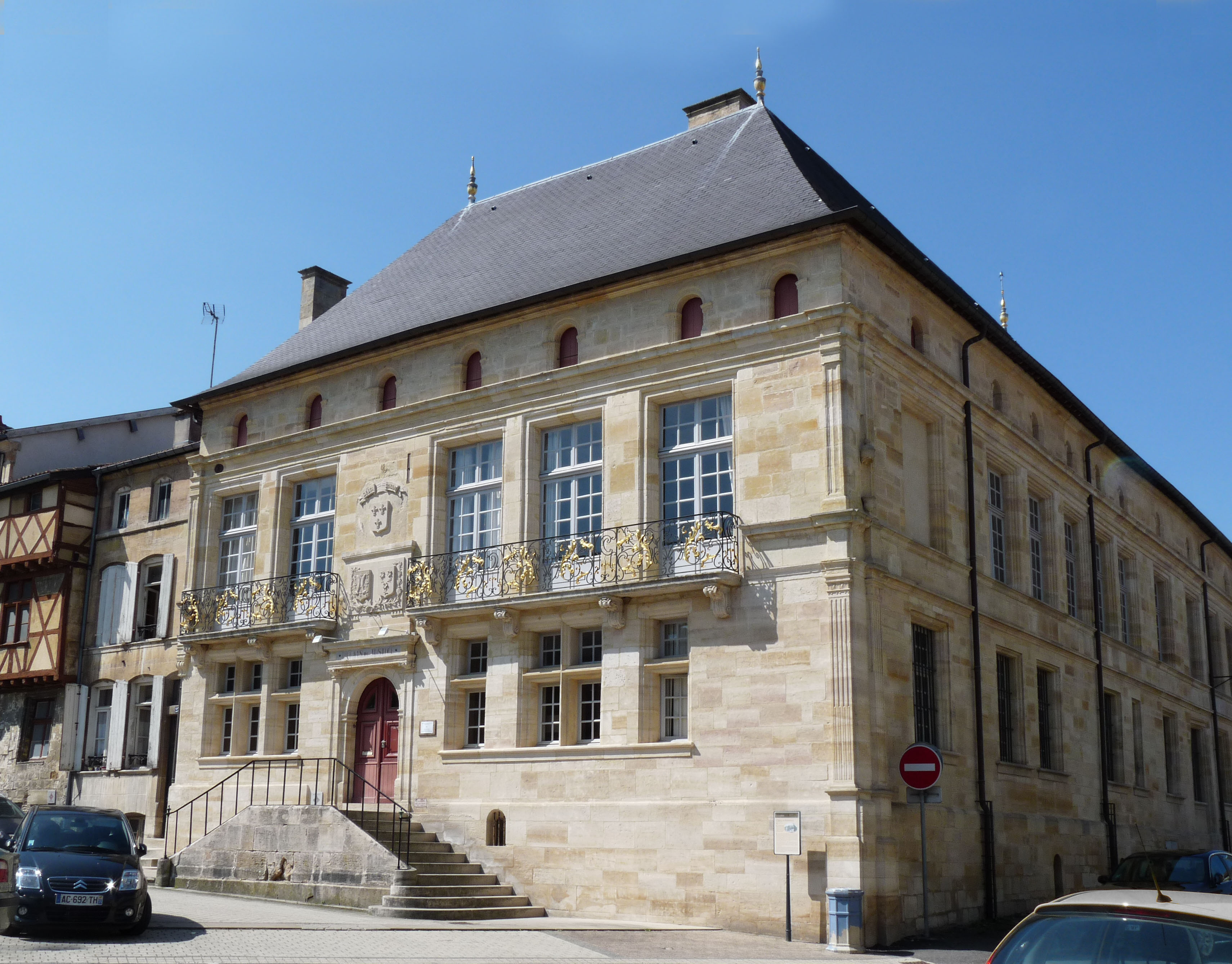
L'hôtel de Florainville dans la ville haute de Bar-le-Duc.

- Un remarquable patrimoine des époques Renaissance et Grand Siècle, comme à Bar-le-Duc avec la ville-haute et le quartier Renaissance, secteur sauvegardé, et la cité de Marville avec un aspect de la Renaissance espagnole.
- Le château de Commercy, demeure édifiée par Germain Boffrand pour Charles Henri de Lorraine-Vaudémont, à l’architecture du XVIIIe siècle, était la résidence d’été du Roi Stanislas, beau-père de Louis XV.
- Le cœur de la ville de Saint-Mihiel où se trouvent de nombreuses bâtisses remarquables (Maison du Roi, Hôtel de Bousmard, Hôtel de Faillonnet, Hôtel de Gondrecourt, etc.)

### Patrimoine militaire
- La citadelle de Montmédy avec ses fortifications
- De nombreux éléments de la ligne Maginot (ouvrages du Chênois, de Thonnelle et de Velosnes, casemates CORF de Guerlette, Fresnois, Ecouviez, etc.)
- Les sites de la Première Guerre Mondiale près de Verdun : Ossuaire de Douaumont, Forêt autour de Verdun, Fort de Douaumont, Fort de Vaux, Ouvrage de Froideterre, Mémorial de Verdun, Citadelle de Verdun, Ouvrage de La Falouse, Tranchée de Chattancourt, Tranchées autour de Vaubécourt et de Revigny-sur-Ornain, Voie Sacrée (entre Bar-le-Duc et Verdun) etc.
- Les forts Séré de Rivières du Rideau Défensif des Hauts de Meuse : Fort de Troyon, Fort de Liouville, Fort de Jouy-sous-les-Côtes.
- Les sites de l'ancien Saillant de Saint-Mihiel, tels que la Tranchée des Bavarois, le Bois d'Ailly avec la Tranchée de La Soif, la Croix des Redoutes, la butte de Montsec, la crête des Eparges.
- En Argonne : la Butte de Vauquois, le secteur de la Haute-Chevauchée, le cimetière américain de Romagne-sous-Montfaucon, Monument américain  de Montfaucon.
- Le champ de bataille de la Vaux-Marie.

### Patrimoine religieux
- Églises fortifiées telle celles de Sepvigny, de Saint-Pierrevillers ou bien encore de Dugny-sur-Meuse.
- Basilique d'Avioth
- Abbaye Saint-Michel de Saint-Mihiel notamment célèbre pour la présence d'une imposante bibliothèque bénédictine, ainsi que de la Pâmoison de la Vierge, une œuvre attribuée à Ligier Richier.
- L'église Saint-Etienne de Saint-Mihiel, au sein de laquelle se trouve le Sépulcre de Saint-Mihiel, appelée aussi la Mise au Tombeau, une œuvre majeure de Ligier Richier.
- Abbaye de l'Étanche
- Abbaye de Saint-Benoît-en-Woëvre
- Abbaye de Rangéval
- Collégiale Saint-Maur d'Hattonchâtel
- Église Saint-Louvent de Rembercourt-aux-Pots

## Patrimoine environnemental
Le département de la Meuse compte 77 570 hectares dans le parc naturel régional de Lorraine créé en 1974.
Mis en eau en 1971, le lac de Madine d'une surface de 11 km² est une zone de loisirs avec plages, port de plaisance et activités diverses. Sa particularité est d'être réservé aux voiliers et donc interdite aux bateaux à moteur thermique. Il se caractérise également par une avifaune riche et diversifiée.

## Musées
- Musée de la céramique et de l'ivoire de Commercy,
- Musée de la Bière,
- musée du Barrois,
- Mémorial de Verdun.
- Musée d'Art Sacré à Saint-Mihiel.

## Terroir
La Meuse offre des paysages de collines et de forêts, dont les côtes de Meuse, l’Argonne, la vallée de la Meuse et le Barrois. 
L’eau est omniprésente avec ses bases de loisirs, ses rivières et ses canaux, le lac de Madine pour les loisirs nautiques.
Le territoire de la Meuse se prête à la pratique de certains sports et loisirs, dont la randonnée cycliste ou pédestre, l’équitation, le canoë-kayak ou la pêche.

## Gastronomie

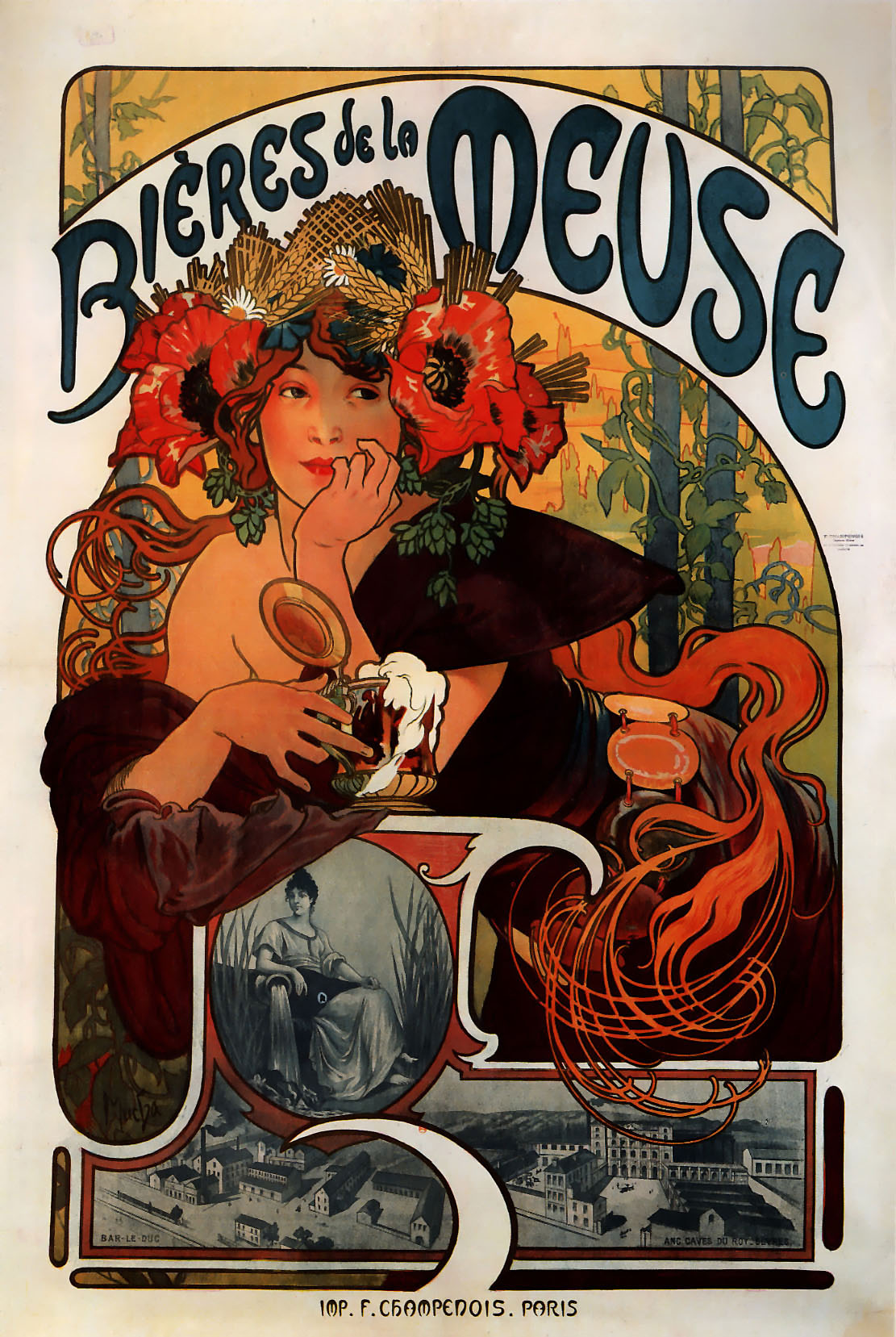
Affiche publicitaire réalisée par Alfons Mucha en 1897 pour promouvoir les bières de la Meuse.

En ce qui concerne les spécialités gastronomiques, la Meuse est connue pour :
- Les madeleines de Commercy
- Les dragées de Verdun
- La confiture de groseilles de Bar-le-Duc épépinées à la plume d’oie
- La Mirabelle de Lorraine, en fruit ou en eau de vie
- Les vins de pays des Côtes de Meuse
- Les bières de Meuse
- La truffe de Lorraine.
- Les Rochers et Croquets de Saint-Mihiel.

## Économie
L'économie de la Meuse est centrée sur l'agriculture, les services et les industries/entreprises dont certaines ont une renommée au-delà du département, comme par exemple Bergère de France à Bar-le-Duc, Essilor à Ligny-en-Barrois, Maximo à Verdun, Rhovyl à Tronville-en-Barrois.